# Pisz (gromada)
Pisz – dawna gromada, czyli najmniejsza jednostka podziału terytorialnego Polskiej Rzeczypospolitej Ludowej w latach 1954–1972.
Gromady, z gromadzkimi radami narodowymi (GRN) jako organami władzy najniższego stopnia na wsi, funkcjonowały od reformy reorganizującej administrację wiejską przeprowadzonej jesienią 1954 do momentu ich zniesienia z dniem 1 stycznia 1973, tym samym wypierając organizację gminną w latach 1954–1972.
Gromadę Pisz z siedzibą GRN w mieście Piszu (nie wchodzącym w jej skład) utworzono – jako jedną z 8759 gromad na obszarze Polski – w powiecie piskim w woj. olsztyńskim na mocy uchwały nr 24 WRN w Olsztynie z dnia 4 października 1954. W skład jednostki weszły obszary dotychczasowych gromad Jagodne, Łupki, Pogubie Średnie i Wąglik ze zniesionej gminy Pisz, obszar dotychczasowej gromady Maldanin ze zniesionej gminy Trzonki oraz obszar dotychczasowej gromady Snopki (bez toru kolejowego) wraz z obszarem leśnym o powierzchni 116 ha z dotychczasowej gromady Szeroki Bór ze zniesionej gminy Wejsuny w tymże powiecie. Dla gromady ustalono 18 członków gromadzkiej rady narodowej.
31 grudnia 1961 do gromady Pisz włączono obszar zniesionej gromady Stare Guty w tymże powiecie.
31 grudnia 1967 z gromady Pisz wyłączono część obszaru PGL nadleśnictwo Drygały (104 ha), włączając ją do gromady Biała Piska w tymże powiecie; do gromady Pisz włączono natomiast części obszarów PGL nadleśnictwo Pisz i PGL nadleśnictwo Drygały (razem 304 ha) z gromady Biała Piska; część obszaru PGR Imionek (105 ha) z gromady Szczechy Wielkie; części obszarów PGL nadleśnictwo Szeroki Bór i jeziora Brzozolasek (razem 188 ha) z gromady Wiartel; ponadto część obszaru PGR Rakowo Piskie (6 ha), część obszaru wsi Rakowo Piskie (15 ha) oraz części obszarów PGR Borki i PGL nadleśnictwo Wilcze Bagno (razem 416 ha) z gromady Kumielsk w tymże powiecie.
31 grudnia 1971 do gromady Pisz włączono wieś Jeże z gromady Kumielsk w tymże powiecie.
1 stycznia 1972 do gromady Pisz włączono tereny o powierzchni 396 ha z miasta Pisz w tymże powiecie; z gromady Pisz wyłączono natomiast część wsi Jagodne (34 ha), włączając ją do Pisza.
Gromada przetrwała do końca 1972 roku, czyli do kolejnej reformy gminnej. 1 stycznia 1973 w powiecie piskim reaktywowano gminę Pisz.